# یوسف رمضان
یوسف رمضان (انگلیسی: Yousef Ramadan؛ زادهٔ ۱۶ ژوئیهٔ ۱۹۹۲) یک ورزشکار است.